# 磷酸脲
磷酸脲，化学式CO(NH2)2·H3PO4。

## 性质
磷酸脲是一种无色透明棱柱状结晶，易溶于水，水溶液呈酸性，1％水溶液的pH为1.89；不溶于醚类、甲苯、四氯化碳和二噁烷中。

## 制备
由尿素和磷酸溶液反应，再经溶液浓缩、离心分离、干燥，制得磷酸脲成品。
{\displaystyle {\rm {\ CO(NH_{2})_{2}+H_{3}PO_{4}\rightarrow H_{3}PO_{4}\cdot CO(NH_{2})_{2}}}}

## 用途
磷酸脲是一种优良的饲料添加剂，可为牲畜（尤其是反刍动物）提供磷和非蛋白氮（尿素态氮）两种营养元素。此外还用作高浓度氮磷复合肥料、阻燃剂、发酵营养剂、金属表面处理剂、清洗剂和净化磷酸用助剂等。